# Country rock
Le country rock est un sous-genre musical de la country lancé par une vague de musiciens rock à tendance country à la fin des années 1960 et au début des années 1970. Le genre mêle des éléments de country et du rock. La country rock est principalement de deux types : celle jouée par des musiciens rock et celle jouée par des musiciens country, aussi appelé outlaw music. Les artistes les plus importants de ce mouvement sont Neil Young et les Eagles.

## Histoire

### Origines

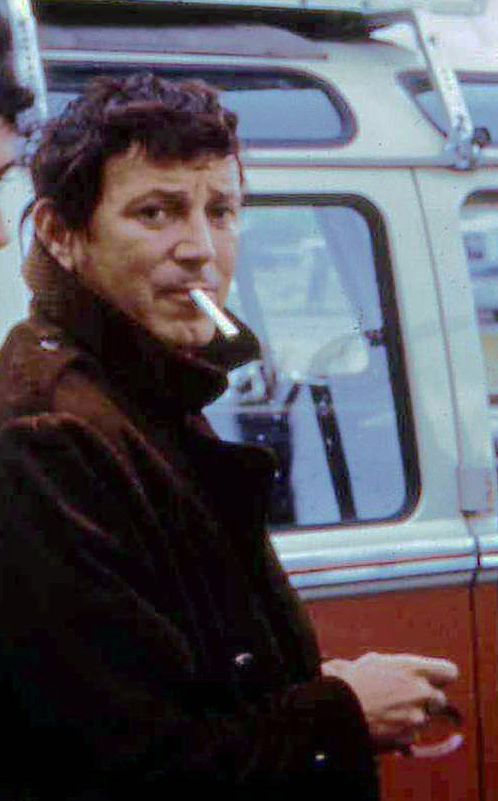
Gene Vincent à la fin de sa vie se tourna plus vers la country rock.

Des éléments de country peuvent être écoutés dans des chansons des années 1960 comme I'll Cry Instead, Baby's in Black et I Don't Want to Spoil the Party (1964) des Beatles, High and Dry (1966) des Rolling Stones, et Go and Say Goodbye (1966) et Kind Woman (1968) des Buffalo Springfield. En 1966, alors que plusieurs artistes rock s'orientent vers la psychédélisme expérimental, Bob Dylan se lance dans un retour aux origines pendant sa visite à Nashville pour enregistrer l'album Blonde on Blonde, aux côtés de musiciens notables comme Charlie McCoy. Celui-ci, et les albums clairement influencé country, John Wesley Harding (1967) et Nashville Skyline (1969), sont considérés comme les premiers albums du genre country folk.
Dylan est suivi des Byrds, qui sont rejoints par Gram Parsons en 1968. Parsons mêle musique country au rock, au blues et à la folk afin de créer ce qu'il appelle la « Cosmic American Music ». Auparavant, Parsons avait fait paraître Safe at Home (même si l'enregistrement s'est déroulé en mi-1967) aux côtés de la International Submarine Band, utilisant la pedal steel guitar, considéré comme le premier véritable album de country-rock. The Byrds continue pendant une brève période dans la même veine, mars Parsons se sépare du groupe peu après la publication de l'album.

## Artistes
- Alabama
- Blue Ridge Rangers
- Buffalo Springfield
- The Byrds
- Waylon Jennings
- Creedence Clearwater Revival
- Doobie Brothers
- Dr Hook
- Michael Nesmith
- The First National Band
- Eagles
- Emmylou Harris
- The Flying Burrito Brothers
- Gram Parsons
- Grateful Dead
- JJ Cale
- John Fogerty
- Lucinda Williams
- Lynyrd Skynyrd
- New Riders of the Purple Sage
- Neil Young
- Poco
- Skyërn Aklea
- Taylor Swift